# Charles Van Den Bussche
Charles Félix François Marie Joseph Van Den Bussche (Anvers, 18 d'octubre de 1876 - 9 d'octubre de 1958) va ser un regatista belga que va competir a començaments del segle xx.
El 1920 va prendre part en els Jocs Olímpics d'Anvers, on va guanyar la medalla de plata en els 6 metres (1919 rating) del programa de vela, a bord del Tan-Fe-Pah, junt a Léon Huybrechts i John Klotz.